# Pseudocyphellaria sayeri
Pseudocyphellaria sayeri är en lavart som beskrevs av D. J. Galloway. Pseudocyphellaria sayeri ingår i släktet Pseudocyphellaria och familjen Lobariaceae.   Inga underarter finns listade i Catalogue of Life.